# Tangkawang
Tangkawang – wieś (desa) w kecamatanie Bakarangan, w kabupatenie Tapin w prowincji Borneo Południowe w Indonezji.
Miejscowość ta leży ok. 4 km na północny zachód od Rantau, na północ od drogi Jalan Hakim Samad.